# Керамзит

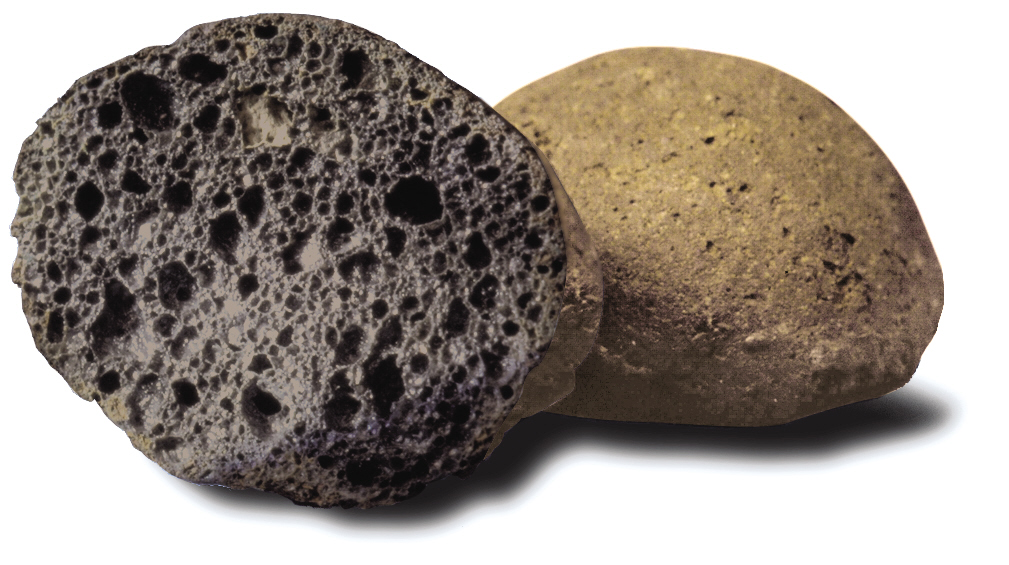
Керамзит

Керамзит (от греч. κέραμος, глина) — лёгкий пористый строительный материал, зернистый бетонозаполнитель, получаемый путём обжига во вращающейся печи легкоплавкой, вспучивающейся глины при температуре 1100—1200 °С. Размеры керамзитовых зёрен 5—40 мм.
Керамзитовый гравий имеет округлую или гравелистую форму. Керамзитовый щебень бывает разной формы, но чаще всего имеет острые грани и углы, так как образуется при дроблении крупных зерен керамзита. Производится также в виде песка — керамзитовый песок.
Используется для заготовки легких бетонных конструкций и изделий, теплоизоляционных набивок, теплостойких бетонов и смазок.

## Способ изготовления
Обжиг глины производится в металлических барабанах-печах, диаметром 2—5 метров и длиной до 70 метров. Барабаны (вращающиеся печи) устанавливаются под небольшим углом, гранулы керамзитового полуфабриката засыпаются в верхнюю часть печи, под воздействием силы тяжести они скатываются к нижней части, где установлена форсунка для сжигания топлива. Время пребывания гранул в печи около 45 минут. Иногда используют двухбарабанные печи, где барабаны отделены друг от друга порогом и вращаются с разными скоростями. Подобные печи позволяют использовать менее качественное сырье, хотя на выходе качество керамзитового щебня или гравия не отличается или выше полученного в однобарабанных печах.
В России находится единственный в мире научно-исследовательский институт по керамзиту ЗАО «НИИКерамзит» находящийся в Самаре. В 2016 году институт отметил своё 55-летие. Все керамзитовые заводы, находящиеся на территории СНГ, используют технологии и оборудование, разработанные в ЗАО «НИИКерамзит»

## Применение

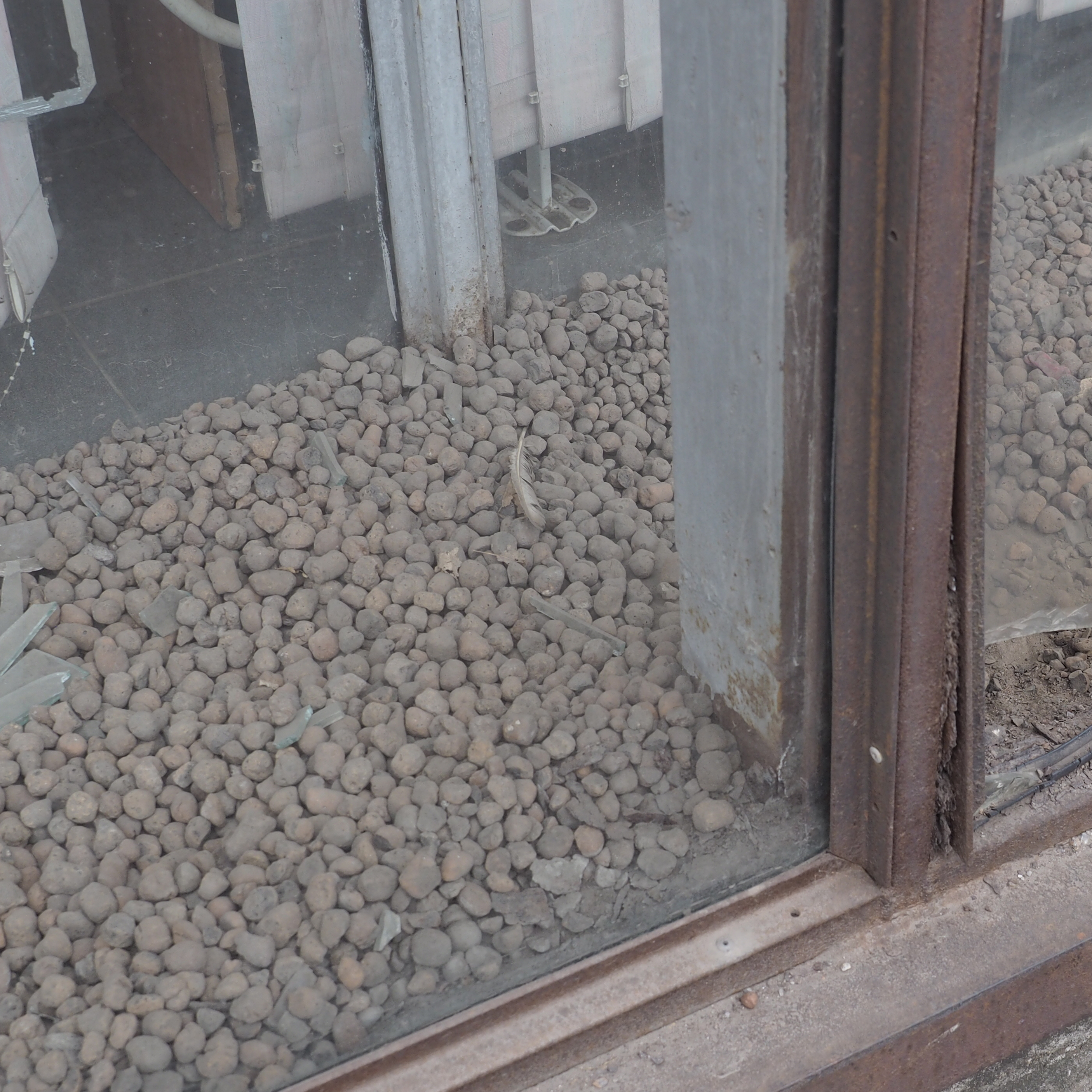
В 1970-х годах керамзитовые шарики засыпались в витрины магазинов в Советском Союзе

Используется как утеплитель в виде засыпки, а также для изготовления лёгкого бетона — керамзитобетона. Керамзит также используется в сельском хозяйстве и гидропонике; применяется в домашнем цветоводстве и в качестве составной части грунта в террариумах. Керамзит популярен во всем мире. В настоящее время работают более 270 заводов в 50 странах, которые ежегодно производят порядка 73 млн м³ строительных изделий из керамзитоблока.
Благодаря своим свойствам и невысокой цене, керамзит наиболее востребован как:
- экономичный утеплитель, применяемый для стен, полов, перекрытий, подвалов;
- наполнитель для легких бетонов;
- декоративный материал, позволяющий обеспечить надлежащую теплоизоляцию грунта и газонов;
- дренажный и теплоизоляционный материал для земляных насыпей дорог, прокладка которых производится в водонасыщенных грунтах.
- Применяется для амортизации при прыжках с высоты и исполнении трюков, высотой не выше 3-х этажей.

## Особенности
Керамзит имеет отличные теплоизоляционные свойства. Керамзит — один из самых экологически чистых материалов, так как изготавливается из глины и сланца. Керамзит отлично подходит для современного, экологически чистого домостроения. Часто используется в декоративных целях. В домашних условиях керамзит используют при выращивании комнатных растений, так как он легко впитывает воду, но плохо её отдает, чем не даёт испаряться влаге, тем самым контролируя водный баланс растения.

## Свойства
- высокая прочность;
- хорошая теплоизоляция;
- морозоустойчивость, огнеупорность;
- химическая инертность и кислоустойчивость;
- долговечность;
- натуральный, экологически чистый материал;
- оптимальное соотношение цены и качества;